# Giust'in tempo
Giust'in tempo (Justin Time) è una serie televisiva animata canadese per bambini, ideata da Brandon James Scott e prodotta da Guru Studio nel 2011.
Il cartone animato è stato trasmesso in Canada su Family Jr., negli Stati Uniti d'America su PBS Kids Sprout, nel Regno Unito su Tiny Pop, in Indonesia su Mentari TV, in Malaysia su TV3, in Russia su TNT, in Francia su France 4 e nei Paesi Bassi su RTL Telekids.
In Italia è andato in onda su Disney Junior a partire dal 16 gennaio 2012, e su Cartoonito dal 9 giugno 2014.
Il cartone animato ha ricevuto una candidatura ai Daytime Emmy Awards 2013 nella categoria Miglior programma animato per l'infanzia e una nomination agli Annie Award come Miglior produzione televisiva animata per bambini per l'episodio Le polpette di Marcello.

## Trama
Giustino, un bambino con una grande immaginazione, e il suo fedele amico Ciuffetto, un pupazzo giallo dalle infinite trasformazioni, sono i protagonisti di emozionanti avventure. Grazie alla loro fantasia, si ritrovano catapultati in mondi fantastici e tempi remoti, dove affrontano sfide che riecheggiano le problematiche della vita di tutti i giorni: imparare a condividere, collaborare in team o prestare attenzione alle indicazioni dei genitori. In ogni scenario immaginario, incontrano Olivia, un'amica che si presenta sempre calata nel contesto del momento, che sia un'audace esploratrice in una giungla esotica o una talentuosa artista in un atelier d'epoca. Insieme, i tre amici affrontano una particolare difficoltà che Olivia incontra in quel mondo immaginario, un problema che riflette in qualche modo la sfida che Giustino sta vivendo nel mondo reale. Una volta risolto l'enigma, la fantasia di Giustino si dissolve e i genitori lo richiamano alla realtà, dove il bambino realizza di aver appreso una nuova e importante lezione dalla sua avventura.

## Personaggi e doppiatori

### Protagonisti
- Giustino (Justin), doppiato in originale da Gage Munroe e in Italia da Tito Marteddu (st.1-2) e Simona Biasetti (st.3+). 
È un bambino di 8 anni, dall'animo avventuroso e sempre pronto a lanciarsi in nuove scoperte con i suoi fidati amici Ciuffetto e Olivia. Generoso e educato, affronta ogni sfida con entusiasmo e curiosità.
- Olivia (Olive), doppiata in originale da Jenna Warren e in Italia da Sara Labidi (st.1-2) e Bianca Bufalini (st.3+). 
È una ragazza di 13 anni, amica fidata di Giustino, che si unisce a lui e a Ciuffetto nelle loro emozionanti peripezie. Con la sua saggezza e il suo spirito allegro, offre sempre preziosi consigli e nozioni di storia e geografia, illuminando le loro avventure con la sua solarità.
- Ciuffetto (Squidgy), doppiato in originale da Scott McCord e in Italia da Fabrizio Manfredi (st.1-2) e Simone Marzola (st.3+). 
È il pupazzetto d'argilla di Giustino, nonché il suo compagno di avventure più fedele. Vivace, divertente e irresistibilmente simpatico, ha una personalità frizzante e un debole per le figure femminili di spicco del passato, come la principessa Sofia a Venezia in Veneto e la regina Cleopatra ad Il Cairo nell'antico Egitto.
- Madre di Giustino 
È la madre di Giustino.
- Padre di Giustino 
È il padre di Giustino.

## Episodi

### Prima serie (2011)
| Episodio | Numero originale | Titolo originale            | Titolo italiano                | Ambientazione                    |
| -------- | ---------------- | --------------------------- | ------------------------------ | -------------------------------- |
| 01x01    | 1 - 1a           | The Missing Mask            | Cacciatori di tesori           | Messico (era antica)             |
| 01x02    | 2 - 1b           | The Very Large Book of Pets | L'elefantessa da compagnia     | India (XVII secolo)              |
| 01x03    | 3 - 2a           | Yodel Odel Day              | L'esperto di neve              | Alpi Svizzere (1950)             |
| 01x04    | 4 - 2b           | Wait, Little Penguin!       | Tienimi per mano               | Antartide (tardo 1800)           |
| 01x05    | 5 - 3a           | It's a Viking Thing         | Noi vichinghi siam             | Groenlandia (X secolo)           |
| 01x06    | 6 - 3b           | Follow Those Chickens!      | Chi ha rubato le galline?      | Australia (1930)                 |
| 01x07    | 7 - 4a           | The Rubbery Dumplings       | I ravioli elastici             | Cina (VIII secolo a.C.)          |
| 01x08    | 8 - 4b           | Hootenanny Hoedown          | Il party danzante              | Far West (1800)                  |
| 01x09    | 9 / 5a           | You Forgot to Say Arrgh!    | Un racconto per sognare        | Mare Caraibico (1800)            |
| 01x10    | 10 / 5b          | The Sultan's Wish           | Il compleanno del sultano      | Persia (primi del 1900)          |
| 01x11    | 11 / 6a          | Roman Racers                | Una corsa con le bighe         | Roma (80 d.C.)                   |
| 01x12    | 12 / 6b          | Show and Tell               | Animali in mostra              | Isole Galapagos (primi del 1900) |
| 01x13    | 13 / 7a          | Secret Surprise             | Una sorpresa segreta           | Giappone (1800)                  |
| 01x14    | 14 / 7b          | A Mammoth Mistake           | Era glaciale                   | Era glaciale                     |
| 01x15    | 15 / 8a          | Marcello's Meatballs        | Le polpette di Marcello        | Venezia (rinascimento)           |
| 01x16    | 16 / 8b          | Where's the Oasis?          | L'oasi                         | Deserto del Sahara (1400)        |
| 01x17    | 17 / 9a          | Big Sub Hubbub              | La grande baraonda sottomarina | Mare Caraibico (primi del 1900)  |
| 01x18    | 18 / 9b          | The Great Wall              | La grande muraglia             | Cina (V secolo a.C.)             |
| 01x19    | 19 / 10a         | Giddy Up, Wrong Way!        | La parola magica               | California (1920)                |
| 01x20    | 20 / 10b         | Wiki Wiki Wipeout!          | Benvenuti alle Hawaii          | Hawaii (1800)                    |
| 01x21    | 21 / 11a         | The Pancake Express         | In carrozza                    | Canada (1860)                    |
| 01x22    | 22 / 11b         | The Big Stone Circle        | Il giorno più lungo dell'anno  | Silbury Hill (2490 a.C.)         |
| 01x23    | 23 / 12a         | Brave Sir Justin            | Il coraggioso Sir Giustino     | Inghilterra (era medievale)      |
| 01x24    | 24 / 12b         | Cleopatra's Cat             | Il gatto di Cleopatra          | Antico Egitto (30 a.C.)          |
| 01x25    | 25 / 13a         | Blast Off!                  | Il viaggio spaziale            | Cape Canaveral (1970)            |
| 01x26    | 26 / 13b         | Up, Up and Away!            | Su, su e via                   | Salone Mondiale di Parigi (1889) |

### Seconda serie (2013)
| Episodio | Numero originale | Titolo originale           | Titolo italiano                   | Ambientazione                                         |
| -------- | ---------------- | -------------------------- | --------------------------------- | ----------------------------------------------------- |
| 02x27    | 27 / 1 o 1a      | Tower of Justin            | La torre di Giustino              | New York (1930)                                       |
| 02x28    | 28 / 2 o 1b      | The Thirsty Garden         | Il giardino assetato              | Antica Babilonia                                      |
| 02x29    | 29 / 3 o 2a      | Mystery of the Missing Hat | Il mistero del cappello scomparso | Londra (primi del 1900)                               |
| 02x30    | 30 / 4 o 2b      | Go, Team, Go!              | Vai, squadra, vai!                | Guatemala (800 a.C.)                                  |
| 02x31    | 31 / 5 o 3a      | Monky Shadows              | A che gioco giochiamo?            | Bali (1600)                                           |
| 02x32    | 32 / 6 o 3b      | The Golden Yarn            | I tre eroi                        | Antica Grecia (500 a.C.)                              |
| 02x33    | 33 / 7 o 4a      | Jumbo Loves Gumbo          | Avventura nella palude            | Luisiana (1930)                                       |
| 02x34    | 34 / 8 o 4b      | Too Many Cupcakes!         | Il miglior pasticcere di Francia  | Lione, Francia (tardo 1800)                           |
| 02x35    | 35 / 9 o 5a      | Dino Putt                  | Dino Golf                         | Cretaceo (65 000 000 a.C.)                            |
| 02x36    | 36 / 10 o 5b     | The Nothwest Shortcut      | Passaggio a Nord Ovest            | Mar Glaciale Artico (1850)                            |
| 02x37    | 37 / 11 o 6a     | Yukon Dawn                 | Pepita d'oro                      | Corsa all'oro del Klondike (tardo 1800)               |
| 02x38    | 38 / 12 o 6b     | Lion Dance                 | La danza del leone                | Shanghai (tardo 1800)                                 |
| 02x39    | 39 / 13 o 7a     | Pit Crew Hullabaloo        | Gioco di squadra                  | Pista di Brooklands, Surrey, Inghilterra (1920)       |
| 02x40    | 40 / 14 o 7b     | The Sharing Box            | Condividere è importante          | Haida Gwaii, Columbia inglese (primi del 1700)        |
| 02x41    | 41 / 15 o 8a     | A Tree House Tale          | La casa sull'albero               | Papua Nuova Guinea (1961)                             |
| 02x42    | 42 / 16 o 8b     | To the Rescue!             | Il salvataggio!                   | San Francisco (primi anni del 1930)                   |
| 02x43    | 43 / 17 o 9a     | The Big Toot               | Rimorchiatori al salvataggio      | Liverpool, Inghilterra (primi del 1900)               |
| 02x44    | 44 / 18 o 9b     | Made in Trade              | Ottenuto con uno scambio          | Città portuale di Lothal, Valle dell'Indo (2000 a.C.) |
| 02x45    | 45 / 19 o 10a    | Jungle Jam                 | Nella giungla                     | Kenya (primi anni del 1930)                           |
| 02x46    | 46 / 20 o 10b    | Circus Spectacular         | Il circo spettacolare             | Mosca (tardo 1900)                                    |
| 02x47    | 47 / 21 o 11a    | Olé, olé!                  | Olé, olé!                         | Granada, Spagna (1500)                                |
| 02x48    | 48 / 22 o 11b    | Go Get Gretel              | Alla ricerca di Gretel            | Germania (1940)                                       |
| 02x49    | 49 / 23 o 12a    | Finding Fifi               | In cerca di Fifi                  | Campagna Francese (1830)                              |
| 02x50    | 50 / 24 o 12b    | Voyager of the Voyageurs   | Viaggiatori in viaggio            | Nuova Francia (1680)                                  |
| 02x51    | 51 / 25 o 13a    | Atuk's Inkshuk             | La statua di Atuk                 | Alaska (1930)                                         |
| 02x52    | 52 / 26 o 13b    | Tulip Trouble              | Guai e tulipani                   | Paesi Bassi (2000)                                    |

### Terza serie (2016, con il titolo di "Giust'in tempo - Le nuove avventure di Giustino, Olivia, Ciuffetto e Sammy")
| Episodio | Numero originale | Titolo originale        | Titolo italiano                  | Ambientazione                                 |
| -------- | ---------------- | ----------------------- | -------------------------------- | --------------------------------------------- |
| 1A       | 53 / 27          | Sammy the Kid           | Sammy the Kid                    | Wild West (1860)                              |
| 1B       | 54 / 28          | Moon Jump               | Un salto sulla luna              | Luna                                          |
| 2A       | 55 / 29          | Super Speed Jet         | Il jet superveloce               | California (1950)                             |
| 2B       | 56 / 30          | Count's Creepy Critters | Gli spaventosi animali del conte | Romania (1450)                                |
| 3A       | 57 / 31          | Chilly Copter Rescue    | Missione salvataggio             | Canada (2000)                                 |
| 3B       | 58 / 32          | Haggis Heave Ho!        | Il ben servito                   | Scozia (1700)                                 |
| 4A       | 59 / 33          | Clash of Colours        | Scontro di colori                | India (fine del 1700)                         |
| 4B       | 60 / 34          | The Deepest Dive        | Una profonda immersione          | Oceano Pacifico e Fossa delle Marianne (2010) |
| 5        | 61 / 35          | Babushka's Bear         | L'orsetto di Babushka            | Russia Sovietica (1980)                       |
| 6A       | 62 / 36          | Race To The Bronze Ram  | La pietra di bronzo              | Grecia (1950)                                 |
| 6B       | 63 / 37          | Shorcut Cake Drop       | La rete delle scorciatoie        | Vietnam (1500)                                |
| 7A       | 64 / 38          | The Mightiest Reindeer  | La renna super-forte             | Siberia, Russia (1000 a.C.)                   |
| 7B       | 65 / 39          | The Bumbling Knight     | Il cavaliere imbranato           | Galles (450 d.C.)                             |
| 8A       | 66 / 40          | Let's Haka Dance!       | Balliamo la Haka                 | Nuova Zelanda (fine 1700)                     |
| 8B       | 67 / 41          | Big Drum Jam            | Il ritmo perduto                 | Giappone (1750)                               |
| 9A       | 68 / 42          | Sky High Ski Jump       | Il grande salto                  | Svizzera (1950)                               |
| 9B       | 69 / 43          | Tricky Train Trek       | La dura corsa del treno          | India (1890)                                  |
| 10A      | 70 / 44          | Chasqui Chase           | Prima che il nodo si sciolga     | Perù (1500)                                   |
| 10B      | 71 / 45          | Dolphin's Dilemma       | Il delfino dell'Amazzonia        | Brasile (2010)                                |
| 11A      | 72 / 46          | Who Stole My Cat?       | Chi ha preso il mio gatto?       | America (1940)                                |
| 11B      | 73 / 47          | Piñata Smash Party      | La fiera della Piñata            | Messico (1990)                                |
| 12A      | 74 / 48          | Soggy Soaker Showdown   | La festa del Canada              | Canada (1890)                                 |
| 12B      | 75 / 49          | Big Big Dino Dig        | Alla ricerca dei dinosauri       | Mongolia (1923)                               |
| 13       | 76 / 50          | Cuckoo Chaos            | L'orologio pazzo                 | Cina, India, Inghilterra (1930)               |